# Komlódtótfalu
Komlódtótfalu község Szabolcs-Szatmár-Bereg vármegyében, a Csengeri járásban.

## Fekvése
A vármegye keleti szélén helyezkedik el, a Szatmári-síkságon, a Szamos jobb partján, a magyar-román határ közvetlen közelében.
Szomszédai: a Szamos túlpartján Csenger 1,7 kilométerre fekszik tőle délnyugatra – de híd csak távolabb található, és arra 9,3 kilométeres az út –, Szamosbecs 2 kilométerre északnyugatra, Csengersima 3,5 kilométerre északkeletre, a romániai Szamosdara pedig 4,2 kilométerre délkeletre – ám közvetlen határátkelő nincs. 3 kilométerre keletre fekszik a kihalt (az 1970-es nagy árvíz miatt elnéptelenedett) Nagygéc.
A térség nagyobb városai közül Mátészalka 39 kilométerre északnyugatra, a romániai Szatmárnémeti 14,5 kilométerre délkeletre fekszik.

### Megközelítése
Közigazgatási területét érinti a 49-es főút, így ez a legfontosabb közúti megközelítési útvonala, az ország távolabbi részei felől is ezen érhető el a legegyszerűbben, Mátészalka-Porcsalma érintésével. Központját azonban a főút elkerüli, oda csak a 49 155-ös számú mellékút vezet be, Szamosbeccsel pedig a 49 141-es számú mellékút köti össze.

## Története
Komlódtótfalu hajdan két község volt: Komlód és Dombó. Levéltári és régészeti kutatásokból megállapítható, hogy a 10.-11. században már létezett a település. 1337-ben készült oklevélben említik Komlód néven a falut, mint a Komlódi család birtokát. Dombó, mely szláv eredetű név és magyarul „tölgy” a jelentése – első okleveles említése 1312-ben történt, mint a Darahy család birtoka. 1430-ban már Tótfaluként írják nevét. Ezt követően a két település eggyé vált. A 15. századtól a Becsky család birtoka lett. A 17. század végén a községnek már volt fából épült református temploma.
Fényes Elek szerint „Komlód-Tótfalu, magyar falu, Szathmár vmegyében, a Szamos mellett, Géczhez közel: 58 r., 12 g. kath., 276 ref., 6 zsidó lak., reform. anyatemplommal. Határa kevés szántóföldből és kaszálóból áll, nagy gyümölcsöse, s az Erge vizében halászata van. F. u. Becsky Jánosné. Ut. post. Szathmár.”
A 20. század elején Szatmár vármegye Csengeri járásához tartozott.
Trianont követően a község az ország határára került, így elvágták természetes történelmi központjától, Szatmárnémetitől. Csengerrel az idők folyamán vagy a híd vagy a révátkelő kötötte össze. (Erről Petőfi Sándor is megemlékezett egyik versében.)
1932 és 1941 között Komlódtótfalu nem volt önálló község, Csengerrel volt egyesítve.
Az 1950-es évektől kezdve a térség több településéhez hasonlóan Komlódtótfalut is fokozottan sújtotta elvándorlás, húsz év alatt a lakosság közel 25%-kal csökkent. Az 1970-es nagy „Szamosi árvíz” szinte teljesen elpusztította a falut. Az újjáépítést az állam megnehezítette, a hidat is lerombolták. Ez volt Kádár János falurombolása. Egyetlen évtized alatt a település népessége 77%-kal csökkent. Az 1990-es évekre – a 19. század közepe táján még 1400 lakost számláló település – 67 főnyire zsugorodott.

## Közélete

### Polgármesterei
- 1990–1994: Csorvási Gábor (FKgP)[7][8]
- 1994–1999: Csorvási Gábor (független)[9][10]
- 1999–2002: Szabó Árpád (független)[11][12]
- 2002–2006: Szabó Árpád (független)[13][14]
- 2006–2010: Szabó Árpád (Fidesz)[15][16]
- 2010–2014: Szabó Árpád (Fidesz–KDNP)[17]
- 2014–2019: Szabó Árpád (Fidesz–KDNP)[18][19]
- 2019–2024: Szabó Árpád (Fidesz–KDNP)[20]
- 2024– : Lázár Géza (független)[1]

A településen az 1998. október 18-án megtartott önkormányzati választás után, a polgármester-választás tekintetében nem lehetett eredményt hirdetni, szavazategyenlőség miatt. Aznap a 73 szavazásra jogosult lakos közül 65 fő járult az urnákhoz, mindegyikük érvényes szavazatot adott le, de azokból egyformán 23-23 esett a négy induló közül két független jelöltre, Juhos Miklósra és Szabó Árpádra. Az emiatt szükségessé vált időközi választás, amit 1999. április 25-én tartottak meg, Szabó Árpád magabiztos győzelmével zárult, aki októberhez képest csaknem megduplázta szerzett szavazatainak számát.

## Népesség
A település népességének változása:
| Lakosok száma | 122  | 129  | 121  | 110  | 109  | 94   | 88   |
|               | 2013 | 2014 | 2015 | 2021 | 2022 | 2023 | 2024 |

2001-ben a település lakosságának 96%-a magyar nemzetiségűnek, 4%-a cigány etnikumúnak vallotta magát.
A 2011-es népszámlálás során a lakosok 99%-a magyarnak, 14,3% cigánynak, 5,7% románnak mondta magát (1% nem nyilatkozott; a kettős identitások miatt a végösszeg nagyobb lehet 100%-nál). A vallási megoszlás a következő volt: római katolikus 23,8%, református 60%, görögkatolikus 1,9%, felekezeten kívüli 2,9% (8,6% nem válaszolt).
2022-ben a lakosság 86,2%-a vallotta magát magyarnak, 6,4% cigánynak, 5,5% románnak (13,8% nem nyilatkozott; a kettős identitások miatt a végösszeg nagyobb lehet 100%-nál). Vallásuk szerint 22% volt római katolikus, 33,9% református, 2,8% görög katolikus, 1,8% ortodox, 0,9% egyéb keresztény, 11% felekezeten kívüli (27,5% nem válaszolt).

## Nevezetességei

### A falu természeti adottságai
Területe teljesen sík, az Alföld része. Külterületén szántóföldek, rétek és kisebb vizes területekkel, nádasokkal tarkított erdősávok találhatók. A falu környékén lévő néhány hektár erdőt lágy lombúak, így éger, fűz és nyír alkotják. A mocsárrétek és az ecsetpázsitos rétek kisebb területet borítanak. A lágyszárú fajok közül a pázsitlevelű nőszirommal, a csomós palkával és az erdei madárhúrral találkozhatunk. A települést a Szamos folyó félkörívben öleli körül, melynek partját részben érintetlen ártéri erdők borítják. Éghajlata a mérsékelten hűvös és a mérsékelten meleg öv határán fekszik. Az uralkodó szélirány az északi és a déli. Az évi napsütéses órák száma 1960-1970, a középhőmérséklet 9,6-9,7 °C, a csapadék 650–670 mm. Talaja öntésagyagokon kialakult réti és táptalajokból áll. Jellemző vadállománya a nyúl, a fácán, az őz, a róka, valamint különböző madár- és egyéb apróvadak.

### Látnivalók

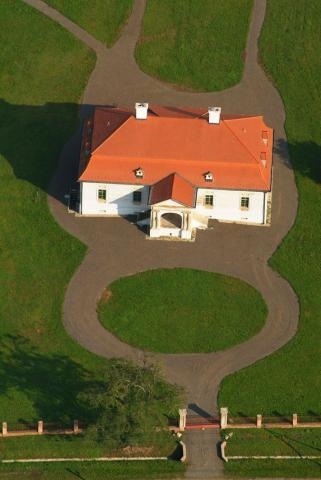
A Becsky-kúria

- A falu református temploma 1855-ben épült. A kelet-nyugati tengelyű épületnek nyugati, homlokzat előtti, 25 m magas, háromszintes, tükrös-falsávos tornya van. A templom keleti vége félköríves záródású, mindkét oldalon és a keleti végén félköríves ablakokkal. A 8 m × 17 m-es belső térben sík, kékesszürke festett deszkamennyezet, 200 ülőhely, falazott szószék, két fakarzat, a keletin orgonautánzat van. Berendezését 1911-ben készítették. Jellegére nézve az országút mentén, kertben szabadon álló, homlokzat előtti tornyos, egyszerű, késő klasszicista és elkésett barokk elemekkel bíró épület.
- A római katolikus kápolna 1835-ben épült. Jellege szerint szabadon álló, egyszerű, toronytalan kis építmény, elkésett barokk és klasszicista elemekkel.
- Becsky-kúria: A község legjelentősebb építészeti emléke a Becsky-Kossuth-kúria műemléki védettség alatt áll. Figyelemre méltó épület, az eredetileg Becsky-, később Kossuth-kúria, amely a 17. században épült a Becsky család részére. 1900 körül már Kossuth-birtok Kossuth István fia, Lajos Gábor tulajdona lett, majd ennek két leányáé 1945-ig. Az államosítást követően a Tsz raktárként és istállóként használta, majd tűzvész pusztította tetőszerkezetét. Az Országos Műemléki Felügyelőség 1961-62-ben állította helyre nagyobb részt, felújítása - főként belsejében - jelenleg is tart. A kúria magasföldszintes, manzárdtetős, késő barokk épület, klasszicista elemekkel. Körülötte tágas udvar, tőle jobbra és balra gazdasági melléképületek, mögötte angolpark pavilonnal. Állami tulajdon, mely a Műemlékek Állami Gondnokságának vagyonkezelése alatt áll.
- A faluban néhány ház a szatmári népi építészet hagyományait őrzi.

## Külső hivatkozások
- Komlódtótfalu község hivatalos honlapja
- Komlódtótfalu fóruma – Index-fórum
- Komlódtótfalu község földhivatali adatai és térképe
- Ifj. Toldi Zoltán: Komlódtótfalu. Történelmi és kulturális kalauz PDF (magyarul, románul és angolul)